# Armeria genesiana
Armeria genesiana är en triftväxtart som beskrevs av Nieto Fel. Armeria genesiana ingår i släktet triftar, och familjen triftväxter. Utöver nominatformen finns också underarten A. g. belmontei.

## Bildgalleri

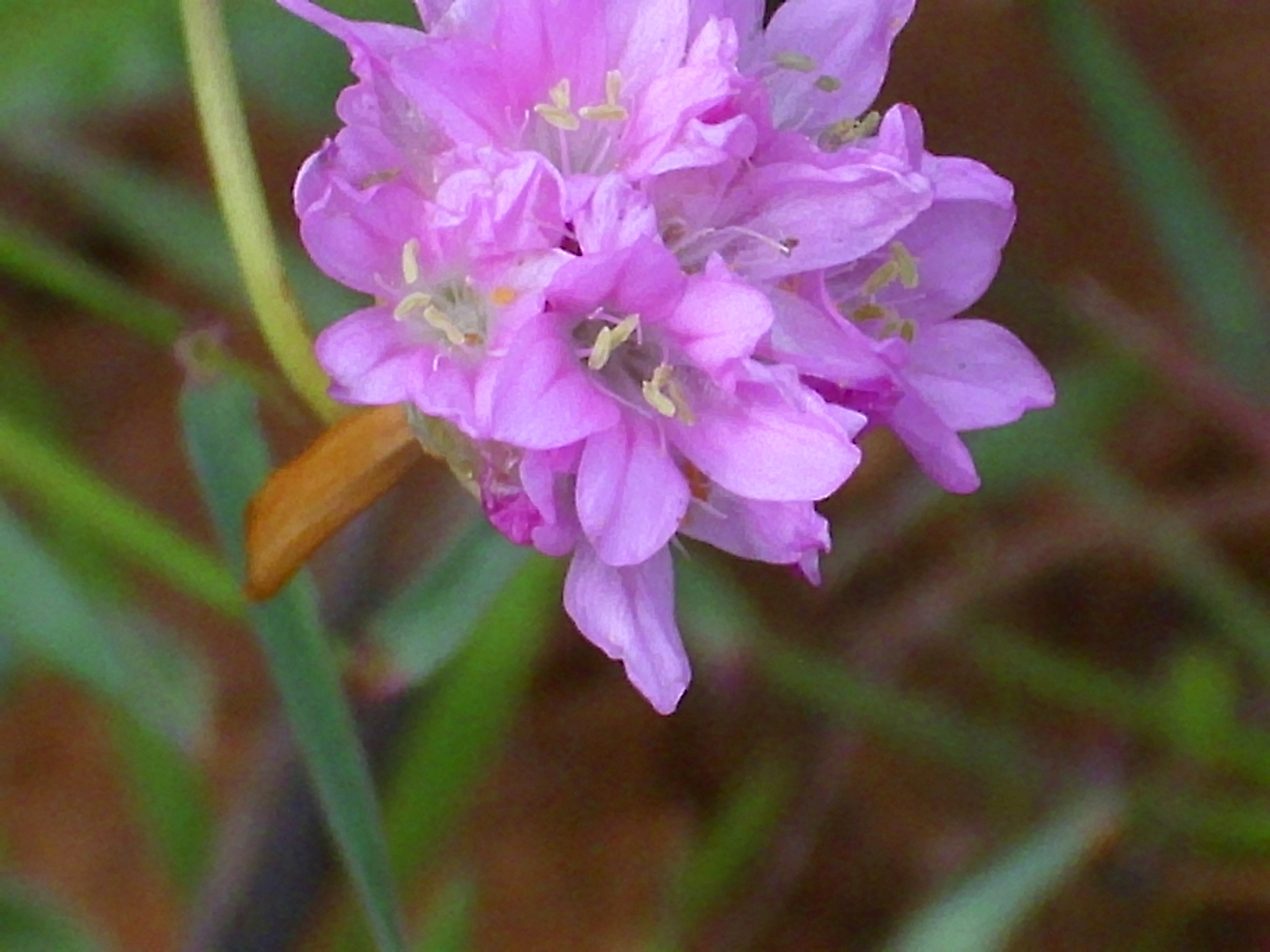
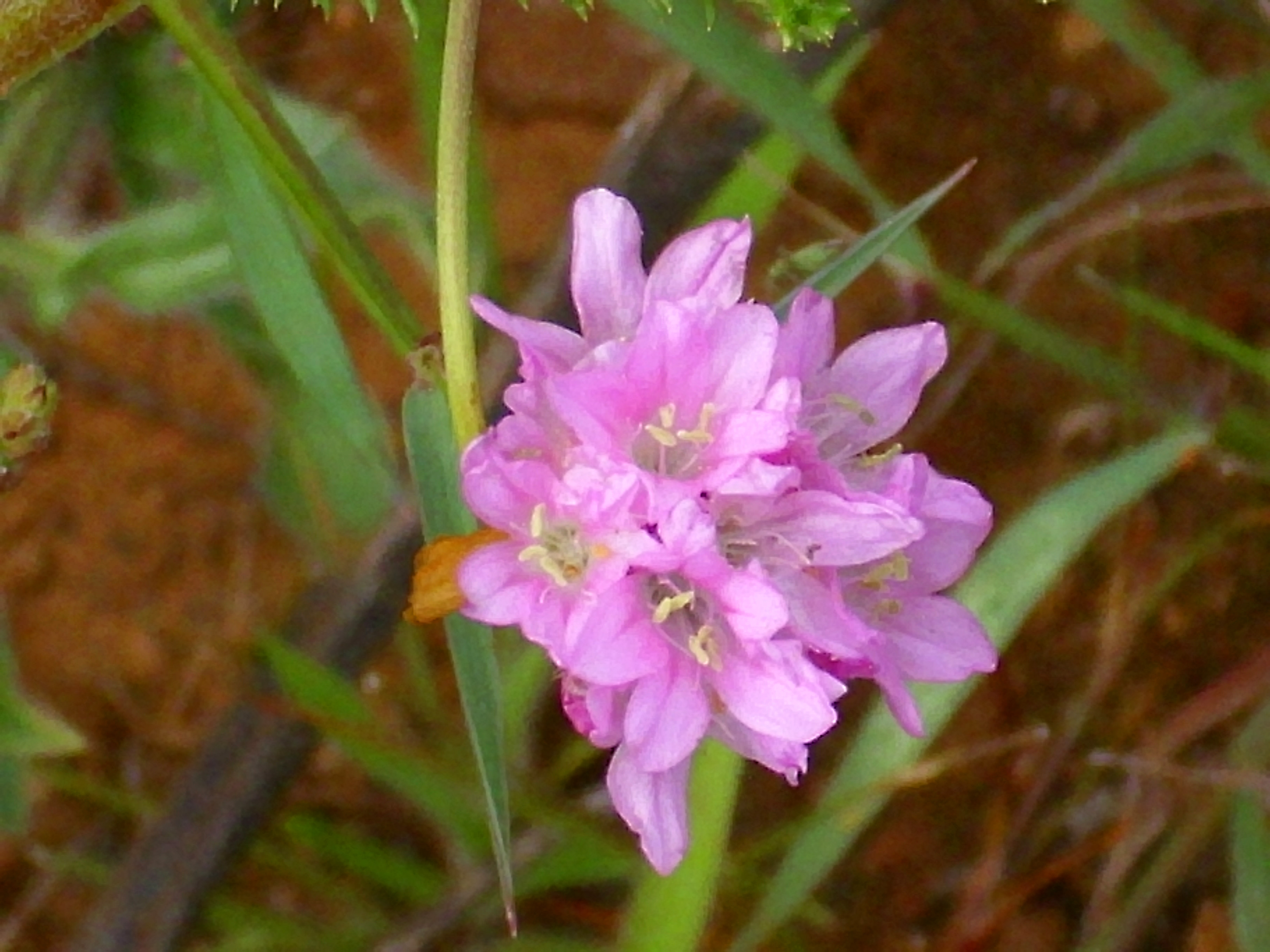